# 科林·薩爾蒙
科林·薩爾蒙（英語：Colin Salmon，1962年12月6日—），是一位英國男演員及編劇，以其在《惡靈古堡》中飾演角色保護傘公司特種部隊的衝鋒隊長詹姆士·薛德而聞名，他也出演過《玩命追緝：貝克街大劫案》、《異形戰場》、《終極面試》、《惡靈古堡5：天譴日》及《全面攻佔2：倫敦救援》等電影系列作品。

## 簡介
薩爾蒙出生於英國倫敦，母親希薇亞·艾薇·勞岱尼爾·薩爾蒙（Sylvia Ivy Brudenell Salmon）是一位護士，從小在琉頓長大，就讀於Ramridge Primary的一所小學和艾希克羅高中（Ashcroft High School）。薩爾蒙是非洲-加勒比白血病基金會和理查德眾議院兒童臨終關懷和王子信託大使的贊助人，他也是聖安妮幼兒園州長的主席，曾經參與諾丁山嘉年華是福克斯嘉年華樂隊的舞蹈隊長。
此外，他有牙買加的血統。

## 個人生活
薩爾蒙在1988年和費歐娜·霍桑（Fiona Hawthorne）結婚，而且他們有四個孩子叫做薩莎、魯迪、伊甸園和班。
薩爾蒙也是魯頓足球俱樂部的球迷。
2021年8月薩爾蒙在採訪中談到新冠肺炎生病對他和家人的影響，並稱讚醫生說挽救他的生命。

## 影視作品
- 1999年《007：縱橫天下》
- 2002年《惡靈古堡》
- 2003年《屠殺報告（英语：The Statement (film)）》
- 2004年《異形戰場》
- 2008年《玩命追緝：貝克街大劫案》
- 2008年《神鬼制裁2：就地正法》
- 2009年《血戰：最後的吸血鬼》
- 2012年《惡靈古堡5：天譴日》
- 2016年《全面攻佔2：倫敦救援》
- 2016年《換腦行動》
- 2018年《移動城市：致命引擎》
- 2021年《無名弒》
- 2021年《獵殺414區》

## 外部連結
- 科林·薩爾蒙在互联网电影资料库（IMDb）上的資料（英文）